# 船倉村 (新潟県)
船倉村（ふなくらむら）は、かつて新潟県東頸城郡にあった村。

## 沿革
- 1889年（明治22年）4月1日 - 町村制施行に伴い東頸城郡上船倉村、下船倉村が合併し、船倉村が発足。
- 1901年（明治34年）11月1日 - 東頸城郡豊坂村、真荻平村、須川村と合併し、菱里村となり消滅。